# توز (پاولودار)
توز (قزاقی: Тұз) یک دریاچه در استان پاولودار کشور قزاقستان است.